# Адам Янг
Адам Янг (англ. Adam Randal Young; нар. 5 липня 1986) — інноваційний мультиінструменталіст, автор пісень і виконавець, найбільш відомий як автор електро-поп-проекту Owl City. Він також записував записи під псевдонімами Port Blue, Sky Sailing та Insect Airport.

## Кар‘єра

### 2007-наш час: Owl City
Янг почав публікувати пісні, записані в підвалі своїх батьків, на MySpace, де він почав привертати увагу своєю музикою. 17 березня 2008 року він випустив свій дебютний студійний альбом «Maybe I'm Dreaming». У лютому 2009 року він підписав контракт з лейблом Universal Republic. Його другий студійний альбом, «Ocean Eyes», був випущений 14 липня 2009 року і породив три сингли, найбільш відомий з яких — «Fireflies». Пісня протягом двох тижнів поспіль займала перше місце в Billboard Hot 100 і отримав діамантову сертификацію від Американської асоціації компаній звукозапису. 14 червня 2011 року він випустив свій третій студійний альбом «All Things Bright and Beautiful». Його четвертий студійний альбом, «The Midsummer Station», був опублікований 17 серпня 2012 року. Головний сингл альбому «Good Time» за участю Карлі Рей Джепсен досяг восьмого місця в Billboard Hot 100. У 2012 році він написав пісню «When Can I See You Again?» для мультфільму «Ральф-руйнівник» компанії Disney. 10 липня 2015 року він випустив свій п'ятий студійний альбом «Mobile Orchestra», який став його останнім альбомом, випущеним на Republic Records, перш ніж він розірзвав угоду з лейблом у 2016 році. Згодом він випустив свої наступні два альбоми, «Cinematic» (2018) і «Coco Moon» (2023) незалежно.

### 2002—2009: Windsor Airlift
У 2002 році Янг створив поппанк гурт разом зі своїми друзями дитинства Ентоні та Енді Джонсонами. Янг був барабанщиком групи, а згодом, 25 квітня 2003 року, вони випустили свій дебютний міні-альбом «The Basement». Колектив виступав з концертами в місцевих церквах, а також брав участь у конкурсі Battle of the Bands округу Стіл у 2003 році. Він брав участь у кількох релізах групи, зокрема: «Selections for a Fallen Soldier Vol. 2», «Ocean City Park», «Hotels and Beneath the Crystal Waves». Янг залишив гурт у 2009 році, щоб зосередитися на Owl City.

### 2006—2011: Sky Sailing
Sky Sailing — це музичний проєкт, створений Адамом Янгом у 2006 році. Янг написав і записав пісні Sky Sailing, коли він був слюсарем і жив зі своїми батьками. Янг записав пісні для альбому «An Airplane Carried Me to Bed» влітку 2007 року, до того, як Owl City отримав популярність. Після того, як «Ocean Eyes» отримав комерційний успіх у 2009 році, Янг оголосив, що він повторно запустить проєкт Sky Sailing у 2010 році. Янг назвав проект «темнішим, примхливішим, набагато органічнішим та акустичнішим», ніж Owl City. Після повернення до Sky Sailing, Янг завантажив треки «Brielle» та «I Live Alone» на MySpace. 13 липня 2010 року він опублікував свій дебютний альбом «An Airplane Carried Me to Bed». Він став одним із найбільш завантажуваних нових альбомів протягом тижня, коли він був випущений. Альбом дебютував у Billboard 200 на 30 позиції.

### 2006—2013: Port Blue
У 2006 році Янг заснував інструментальний та ембієнтний проєкт під назвою Port Blue. Він описує ці електронні пісні як «фантастичні ландшафти». Він випустив свій дебютний альбом, «The Airship», 13 вересня 2007 року. Після цього, 10 січня 2008 року, вийшов його міні-альбом «The Albatross». Він випустив свій другий EP, «The Pacific» у 2013 році на своїй сторінці SoundCloud. Музичний проєкт був натхненний Saxon Shore, Unwed Sailor, Helios, Boards of Canada і The Album Leaf.

### 2008—2009: Swimming with Dolphins
У 2008 році, разом з Остіном Тофте, Янг створив електронний гурт під назвою Swimming With Dolphins. Вони випустили свій дебютний міні-альбом «Ambient Blue» 2 вересня 2008 року. Янг продюсував міні-альбом, і це був єдиний реліз, у якому він брав участь. Він залишив групу в 2009 році, щоб зосередитися на Owl City.

### 2015—2016: Adam Young Scores
18 грудня 2015 року Янг оголосив, що зосередиться на новому проекті під назвою «Adam Young Scores». Протягом кожного місяця 2016 року він створював і записував партитуру на тему за своїм вибором, яку він давно хотів висвітлити. Янг стверджував, що спочатку його надихнула музика з фільмів Disney, яка спонукала його захотіти створити власну музику. Кожна пісня, 10 партитур, були засновані на історичних подіях, які певним чином вплинули на Адама Янга протягом усієї його кар'єри музичного виконавця та особистого життя. 1 лютого 2016 року перший запис, «Аполлон-11», заснована на місії «Аполлон-11», був опублікований на веб-сайті Янга «Adam Young Scores». 1 березня 2016 року він випустив свою другу музику «RMS Titanic», яка заснована на загибелі «Титаніка». Його третя музика, «The Spirit of St. Louis», була випущена 1 квітня 2016 року та розповідає про трансатлантичний політ Чарльза Ліндберга з Нью-Йорка до Парижа. Четверта пісня, яка була опублікована 1 травня 2016 року, була про сходження на Еверест. Темою пісні є британська експедиція на гору Еверест 1953 року. Адам стверджує, що успіх експедиції надихнув його на створення партитури. 1 червня 2016 року він випустив свою п'яту пісню, «Omaha Beach». 1 липня 2016 року він випустив свою шосту музику «Miracle in the Andes». 1 серпня 2016 року він випустив свою сьому музику, «Project Excelsior». Він випустив свою восьму партитуру «Corduroy Road» 1 вересня 2016 року, темою якої є Громадянська війна в США. 1 жовтня 2016 року він випустив свою дев'яту пісню, «Voyager 1», яка заснована на першій програмі «Вояджер», запущеній НАСА в 1977 році. 1 листопада 2016 року він випустив свою десяту партитуру «Mount Rushmore», яка була натхенна різьбленими скульптурами чотирьох президентів США на горі Рашмор. «The Endurance» була випущена 1 грудня 2016 року як одинадцята й остання партитура. Вона заснована на Імперській трансарктичній експедиції Ернеста Шеклтона 1914 року.

### Інші проєкти та колаборації
Янг записував музику під псевдонімом Insect Airport. Він також брав участь у кількох скримо проєктах, таких як Aquarium і Novel, а також грав на барабанах для гурту Isle. Янг експериментував із комедійними реп-проєктами, такими як Charlton Heston and the Blast Beats, Wellington Giggle-Bomb Experience та Apes with Guns. У 2004 році він створив електронний проєкт під назвою The Atlantic разом з Енді та Тоні Джонсонами та випустив альбом «I'll Set Out on an Ocean Voyage». У 2015 році Янг випустив альбом «Mr. Wolf Is Dead» під псевдонімом Colour Therapy. Інші менш відомі проекти, створені Янгом, мають назви Dolphin Park, Keehar, The Grizzly та Seagull Orchestra.
Янг взяв участь у синглі «Middledistancerunner» англійського електронного музиканта Chicane, який був випущений 30 липня 2010 року. Він також працював з голландським продюсером Арміном ван Бюреном, з'явившись на треку під назвою «Youtopia», який був випущений як сингл 28 листопада 2011 року. У 2012 році Адам з'явився на синглі «Eternity» Пола ван Дайка. У 2013 році Янг співпрацював з Apple Inc. над створенням деяких їхніх мелодій і системних сповіщень для iOS 7. У 2018 році шведський продюсер Дідрік випустив сингл «Ready to Fly», у якому заспівав Янг. Адам створив кавер на пісню «Gone» від Switchfoot, який був випущений 15 вересня 2023 року на «делюкс» версії альбому «The Beautiful Letdown (Our Version)».